# Aesa
Aesa is een kevergeslacht uit de familie van de boktorren (Cerambycidae). De wetenschappelijke naam van het geslacht werd voor het eerst geldig gepubliceerd in 1912 door Lameere.

## Soorten
Aesa omvat de volgende soorten:
- Aesa glabra Komiya & Drumont, 2013
- Aesa iriana Komiya & Drumont, 2013
- Aesa media Lameere, 1912
- Aesa nearnsi Komiya & Drumont, 2013